# Iulian Ciocan

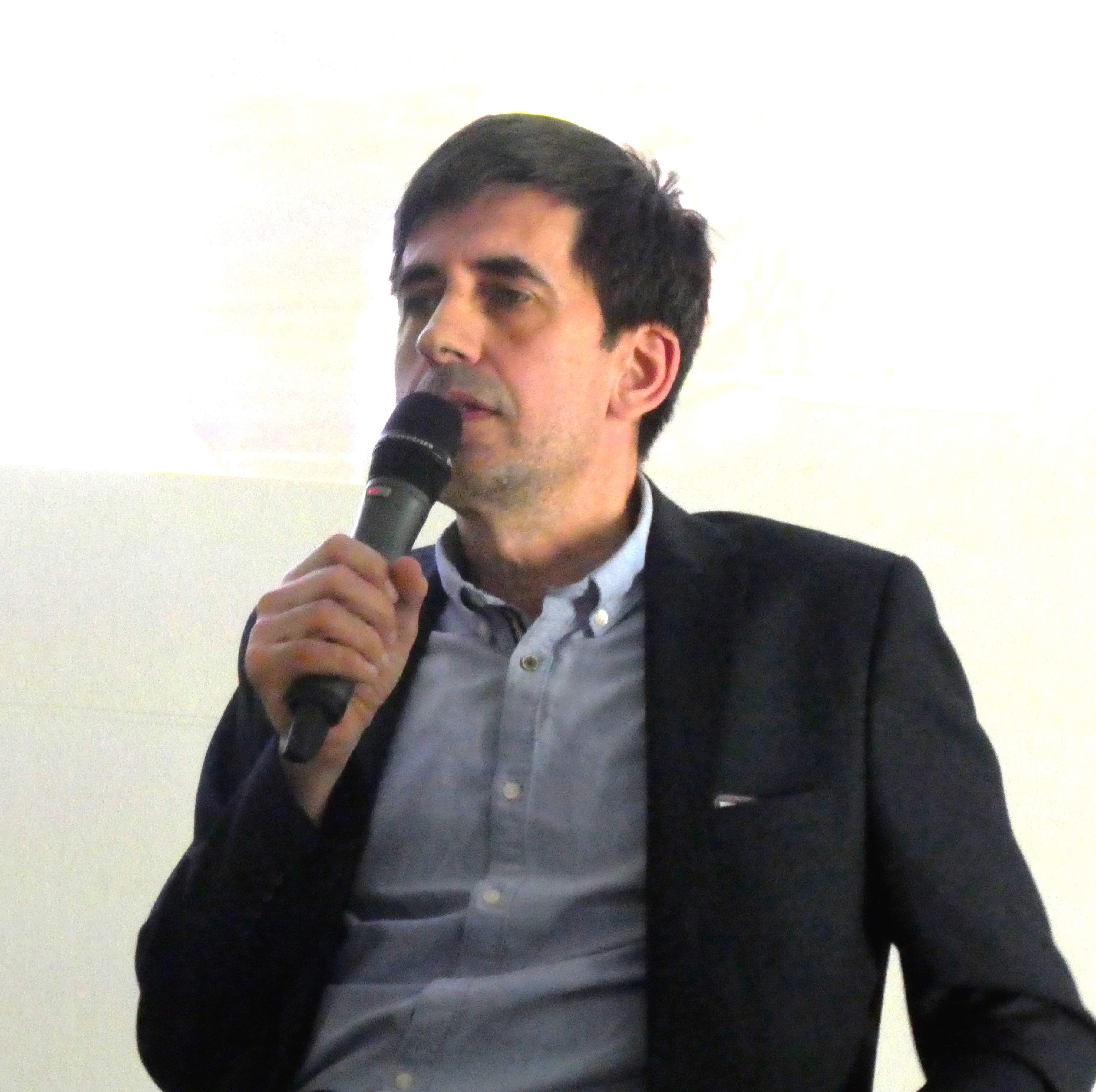
Iulian Ciocan im Juni 2023 auf der Tagung „Die Republik Moldau in Vergangenheit und Gegenwart: Geschichte - Politik - Literatur“ an der Humboldt-Universität zu Berlin

Iulian Ciocan(* 6. April 1968 in Chișinău, Moldauische SSR) ist ein Schriftsteller der Republik Moldau.

## Biografie
Iulian Ciocan schloss 1995 sein Studium an der Philologischen Fakultät der Universität Transilvania Brașov ab.
20 Jahre lang war er Kommentator für Radio Freies Europa, anschließend arbeitete er für den Sender „Vocea Basarabiei“ in Chișinău. Seit 2024 ist Ciocan im Veranstaltungs- und Fortbildungsbereich der größten Buchhandelskette der Republik Moldau tätig.
Iulian Ciocan ist Mitglied des Schriftstellerverbands der Republik Moldau, des Schriftstellerverbands Rumäniens und des PEN-Clubs der Republik Moldau.  Am 15. Januar erhielt er den Constantin Stere Preis im Bereich Literatur des Kultusministeriums der Republik Moldau. Ciocan hat die literaturkritischen Bände Metamorfoze narative (Narrative Metamorphosen, 1996) und Incursiuni în proza basarabeană (Ausflüge in die bessarabische Prosa, 2004) verfasst.
2007 erschien Iulian Ciocans erster Roman Înainte să moară Brejnev (Bevor Breschnew starb). Seine Bücher wurden ins Französische, Tschechische, Slowakische, Italienische, Serbische, Englische, Bulgarische  und Niederländische übersetzt.

## Werke
- 2007 – Înainte să moară Brejnev (Editura Polirom)
- 2011 – Tărîmul lui Sașa Kozak (Editura Tracus Arte)
- 2015 – Iar dimineața vor veni rușii (Editura Polirom)
- 2018 – Dama de cupă (Editura Polirom)
- 2021 – Clovnul (Editura Polirom)